# Philip Bailey
Pour les articles homonymes, voir Bailey.
 (février 2021).
Si vous disposez d'ouvrages ou d'articles de référence ou si vous connaissez des sites web de qualité traitant du thème abordé ici, merci de compléter l'article en donnant les références utiles à sa vérifiabilité et en les liant à la section « Notes et références ».
Philip James Bailey, né le 8 mai 1951 à Denver au Colorado (États-Unis), est un chanteur, musicien, compositeur et occasionnellement acteur qui a grandi à Chicago, Illinois. 
Il est connu en tant que percussionniste et chanteur du groupe Earth, Wind and Fire. Il mène parallèlement une carrière solo depuis 1983. En 1984, il enregistre son troisième album Chinese Wall produit par Phil Collins avec qui il chante le succès Easy Lover écrite et composée par Bailey, Collins et le bassiste Nathan East. Ils se retrouveront par la suite en 1986 sur le cinquième album solo de Bailey, Inside out, sur lequel Collins joue la batterie et les percussions sur deux chansons. Philip est connu pour sa voix de fausset (falsetto en italien) une voix aiguë, qu'il utilise pratiquement tout le temps.

## Biographie
Né à Denver au Colorado, il fréquente le East High School de cette ville avant d'être diplômé en 1969. Il joue par la suite dans un groupe nommé Friends & Love. Certaines de ses influences musicales incluent de grands noms du jazz comme Miles Davis, John Coltrane et Max Roach ainsi que le son de Motown comme Stevie Wonder et Marvin Gaye, en plus des chanteuses soul comme Sarah Vaughan et Dionne Warwick. 

### Earth, Wind & Fire
En 1972, alors qu'il fréquente encore le lycée, il est invité par le chanteur batteur Maurice White, à se joindre au groupe Earth, Wind and Fire. Il devient donc chanteur et percussionniste à partir du troisième album Last days & Time en 1972. On peut ainsi l'entendre sur des chansons telles que Devotion, Head to the sky, Reasons, Fantasy, I'll write a song for you, I've had enough et Guiding Lights. Il partage aussi le chant avec Maurice White sur des hits comme Shining Star, Getaway, September, Sing a song, Serpentine Fire et Saturday Night. Sur un autre hit du groupe Earth, Wind & Fire, Boogie Wonderland, il partage le chant avec Maurice White et le groupe vocal féminin The Emotions. Après le retrait et le décès de Maurice White le 4 février 2016, Philip Bailey est devenu le leader et le chanteur du groupe avec le bassiste Verdine White, les chanteurs percussionnistes Ralph Johnson et B. David Whitworth.

### Chinese Wall
En 1984, après avoir déjà publié deux premiers albums solo, il enregistre son troisième disque Chinese wall avec Phil Collins qui produit en plus de chanter, jouer la batterie et les claviers, on y retrouve aussi le guitariste Daryl Stuermer et les Phenix Horns. Il écrit pour l'occasion le grand succès Easy lover avec le bassiste Nathan East et Collins, avec lequel il chante en duo. Sortie en single, cette chanson est promue disque d'or et grimpe en 2e position dans le Billboard Hot 100 et se rend en première position en Angleterre. Et l'album Chinese wall sera 22e au Billboard 200 et 10e au Top R&B/Hip-Hop Albums Charts. Alors que Bailey avait déjà connu un certain nombre de hits au sein du groupe Earth, Wind & Fire, cette fois-ci c'était son premier succès en tant qu'artiste solo. Collins est invité à nouveau sur le 5e album solo de Bailey, Inside out en 1986, pour lequel il joue la batterie sur deux chansons. Bailey continue de chanter avec Earth, Wind & Fire et en solo, son dernier album paru sous son nom, Soul on jazz, est sorti en 2002 alors que le dernier disque du groupe est publié en 2014, Holiday.

### Acteur
Parallèlement à sa carrière en musique, Philip Bailey joue aussi au cinéma et à la télé. Il a d'abord un petit rôle en 1968 dans un film de Robert Wise avec Julie Andrews et Richard Crenna, Star pour lequel il joue un soldat chantant mais sa performance ne sera pas créditée. Puis il remet ça en 1975 pour un film de Sig Shore, That's the way of the world avec Harvey Keitel, Maurice White et le groupe Earth, Wind and Fire. Il joue dans la série-télé Matlock en 1987, lors de l'épisode The Court-Martial Pt 1, pour lequel il est le détective privé Bobby Thomas. La même année il est du générique du film de Stanley Kubrick Full Metal Jacket où il joue un soldat recruté. Puis, en 2015, il joue son propre rôle dans la série télé Mr Robinson en 2015. 
Il a aussi écrit la musique pour le jeu vidéo Isis avec Earth, Wind & Fire en 1994 en plus de prêter sa voix à son propre personnage. 

### Vie personnelle
Philip Bailey est marié à Valérie Bailey (née Valérie Davis) qui a elle-même travaillé avec Whitney Houston, Céline Dion etc. Ils sont parents de sept enfants. 

## Discographie
Solo
- Albums studios :
- 1983 : Continuation Columbia Records
- 1984 : The wonders of his love (Myrrh Records)
- 1984 : Chinese Wall  (Columbia Records) - Phil Collins produit et joue sur plusieurs chansons, dont Easy Lover qu'il chante aussi.
- 1986 : Triumph (Myrrh Records)
- 1986 : Inside Out  (Columbia Records) - Phil Collins à la batterie et aux percussions sur 2 chansons
- 1989 : Family Affair  (Myrrh Records)
- 1994 : Philip Bailey  (Zoo Entertainment BMG)
- 1997 : Life and love (Eagle Records)
- 1999 : Dreams (Heads Up International)
- 2002 : Soul on Jazz (Heads Up International)

- Compilations :
- 1991 : The Best Of Philip Bailey: A Gospel Collection
- 1998 : Walking On The Chinese Wall

Earth, Wind & Fire
- Albums studio : 
- 1972 : Last Days and Time
- 1973 : Head to the Sky
- 1974 : Open Our Eyes
- 1975 : That's the Way of the World
- 1976 : Spirit
- 1977 : All 'n All
- 1979 : I Am
- 1980 : Faces
- 1981 : Raise!
- 1983 : Powerlight
- 1983 : Electric Universe
- 1987 : Touch the World
- 1990 : Heritage
- 1993 : Millennium
- 1997 : In the Name of Love
- 2003 : The Promise
- 2005 : Illumination
- 2013 : Now, Then & Forever
- 2014 : Holiday

- Albums live :
- 1975 : Gratitude
- 1995 : Earth, Wind & Fire Live in Velfarre
- 1996 : Greatest Hits Live - Réédition de l'album Live in Welfarre de 1995.
- 2002 : That's the way of the world - Alive in '75
- 2002 : Live in Rio
- 2010 : Live at Velfarre

- Compilations : 
- 1974 : Another Time - Album double.
- 1978 : The best of Earth, Wind & Fire Vol 1
- 1986 : The Collection - Album double.
- 1988 : The best of Earth, Wind & Fire Vol 2
- 1992 : The Eternal Dance - Coffret 3 Disques.
- 1996 : Elements of Love: Ballads
- 1998 : Greatest Hits
- 1999 : The Ultimate Collection
- 2002 : The Essential Earth, Wind & Fire - Album double.
- 2004 : Love Songs
- 2011 : The Columbia Masters
- 2014 : Ultimate Collection - Distribué en Grande-Bretagne exclusivement. Réédition de la version de 1999.

- Collaborations : 
- 1985 : In Square Circle de Stevie Wonder - Chœurs sur Part-Time Lover.
- 1991 : Fourplay de Fourplay - Avec Nathan East, Patti Labelle, etc.
- 1993 : Between the Sheets de Fourplay - Avec Chaka Khan.
- 2017 : Reverence de Nathan East - Chant et chœurs sur Love’s Holiday et Serpentine Fire avec Phil Collins à la batterie et Eric Clapton à la guitare. Chick Corea joue aussi sur l'album
- 2018: Stop Trying To Be God de Travis Scott - Avec Kid Cudi, James Blake et Stevie Wonder